# Королёва, Ксения Максимовна
Ксения Максимовна Королёва (20 января 1906, хутор Нижне-Журавский, область Войска Донского — 5 ноября 1992, Ростовская область, Россия) — колхозница, Герой Социалистического Труда (1949).

## Биография
Родилась 20 января 1906 года в крестьянской семье на хуторе Нижне-Журавский. В 1926 году вступила в колхоз «Горняк». Первоначально работала в колхозе рядовой колхозницей, позднее была назначена звеньевой полеводческой бригады.
В 1948 году льноводческое звено под руководством Ксении Королёвой собрало по 5,1 центнеров люцерны с каждого гектара на участке площадью 27 гектаров. За этот доблестный труд она была удостоена в 1950 году звания Героя Социалистического Труда.
Участвовала во всесоюзной выставке ВДНХ.
В 1961 году вышла на пенсию. Скончалась 5 ноября 1992 года и была похоронена на кладбище в посёлке Красногорняцкий.

## Награды
- Герой Социалистического Труда — указом Президиума Верховного Совета СССР от 1 июня 1949 года;
- Орден Ленина (1949);
- Медаль «За трудовую доблесть» (1954).